# Herzwerk
Herzwerk ist das zweite Studioalbum des österreichischen Sängers Andreas Gabalier. Es erschien am 23. Juli 2010 beim Plattenlabel Koch Universal.

## Entstehung und Veröffentlichung
Die Titel des Albums wurden neben Gabalier selbst von Mathias Roska produziert und geschrieben. Der Albumtitel I sing a Liad für di gehört mit 132 Wochen zu den bisher am längsten gelisteten Liedern in den österreichischen Singlecharts.

## Titelliste
| #  | Titel                         | Autor(en)                                      | Produzent(en) | Dauer |
| -- | ----------------------------- | ---------------------------------------------- | ------------- | ----- |
| 01 | Mei Herz schlogt nur für di   | Andreas Gabalier                               | Mathias Roska | 3:59  |
| 02 | Du bist Licht in meinem Leben | Andreas Gabalier                               | Mathias Roska | 4:14  |
| 03 | Bergbauernbuam                | Andreas Gabalier                               | Mathias Roska | 3:58  |
| 04 | Dahoam                        | Mathias Roska, Andreas Gabalier                | Mathias Roska | 3:30  |
| 05 | I steh auf di                 | Andreas Gabalier                               | Mathias Roska | 3:07  |
| 06 | Heimweh nach dir              | Mathias Roska, Achim Radloff, Andreas Gabalier | Mathias Roska | 3:10  |
| 07 | Engel                         | Andreas Gabalier                               | Mathias Roska | 4:17  |
| 08 | Wo immer du auch bist         | Mathias Roska, Andreas Gabalier                | Mathias Roska | 3:41  |
| 09 | Biker                         | Andreas Gabalier                               | Mathias Roska | 3:06  |
| 10 | I sing a Liad für di          | Andreas Gabalier                               | Mathias Roska | 3:07  |
| 11 | Du musst nicht traurig sein   | Andreas Gabalier                               | Mathias Roska | 3:27  |
| 12 | Mein Bergkamerad              | Andreas Gabalier                               | Mathias Roska | 4:19  |

## Rezeption

### Chartplatzierungen
Mit 82 Chartwochen ist es das Album, das am zweitlängsten in den Top 10 der österreichischen Albumcharts war.
| ChartsChartplatzierungen | Höchstplatzierung | Wochen |
| ------------------------ | ----------------- | ------ |
| Deutschland (GfK)        | 31 (60 Wo.)       | 60     |
| Österreich (Ö3)          | 1 (195 Wo.)       | 195    |
| Schweiz (IFPI)           | 23 (57 Wo.)       | 57     |

| ChartsJahrescharts (2010) | Platzierung |
| ------------------------- | ----------- |
| Österreich (Ö3)           | 6           |

| ChartsJahrescharts (2011) | Platzierung |
| ------------------------- | ----------- |
| Deutschland (GfK)         | 96          |
| Österreich (Ö3)           | 1           |

| ChartsJahrescharts (2012) | Platzierung |
| ------------------------- | ----------- |
| Österreich (Ö3)           | 3           |
| Schweiz (IFPI)            | 75          |

| ChartsJahrescharts (2013) | Platzierung |
| ------------------------- | ----------- |
| Österreich (Ö3)           | 34          |

### Auszeichnungen für Musikverkäufe
| Land/Region        | Auszeichnungen für Musikverkäufe (Land/Region, Auszeichnung, Verkäufe) | Verkäufe |
| ------------------ | ---------------------------------------------------------------------- | -------- |
| Deutschland (BVMI) | 2× Platin                                                              | 400.000  |
| Österreich (IFPI)  | 8× Platin                                                              | 160.000  |
| Schweiz (IFPI)     | Platin                                                                 | 30.000   |
| Insgesamt          | 11× Platin ·                                                           | 590.000  |